# Torticoli
El torticoli és un trastorn distònic al coll definit per una posició anormal i asimètrica del cap o del coll, que pot ser deguda a diverses causes. El terme torticoli deriva de les paraules llatines tortus, que significa "torçat", i collum, que significa "coll".
El cas més freqüent no té una causa evident, i el dolor i la dificultat per girar el cap, en adults, solen desaparèixer al cap d'uns dies, fins i tot sense tractament.